# Aa (Estonia)
Aa è un villaggio dell'Estonia, situato nella contea Ida-Virumaa.